# Charlas de café
Charlas de café es un libro de Santiago Ramón y Cajal publicado en 1921 como segunda edición de Chácharas de café, aparecido un año antes. Recoge una «colección de máximas y pensamientos sugerentes, con reminiscencias de los clásicos griegos del género aforístico tradicional». Forma parte del capítulo de obras literarias del histiólogo y premio nobel español, junto a libros como Psicología de don Quijote y el Quijotismo (1905), Recuerdos de mi vida (varias ediciones entre 1901 y 1917), Cuentos de vacaciones (1905) o El mundo visto a los ochenta años (1934); obras que el propio Cajal advirtió haber sido escritas para «actuar sobre las almas», no sin cierto humor aragonés.

## Ediciones más notables
El conjunto aforístico («pensamientos, anécdotas, confidencias»), recopilado en muy diversas ediciones tanto durante la vida del autor como tras su muerte, recoge de forma aleatoria obra escrita entre 1903 y 1917, y definida por Cajal como «reacciones circunstanciales, inconsistentes, variables con el humor del momento y el espíritu del ambiente».
 Los temas más glosados son, como es habitual en este tipo de obras, el amor, la muerte, la amistad, el talento, la educación, la literatura, la mujer, el humor, etc.
Tras una edición que reunía aforismos publicados en el periódico Gente vieja en 1908 y en otras publicaciones de la época, en la década subsiguiente, Cajal reunió y editó un primer libro titulado Chácharas de café (1920), cuya segunda edición en 1921 ya aparecería como Charlas de café y la cartela subtitular de «colección de fantasías, divagaciones, comentarios y juicios, ora serios, ora jocosos, provocados durante algunos años por la candente y estimuladora atmósfera de café».
De entre las ediciones que dieron continuidad a la recopilación pueden destacarse las once de Espasa-Calpe en la colección Austral (entre 1941 y 1982), y las cinco más lujosas de su colección Crisol (1948-1969). Entre las críticas que suscitó el librito se recuerda la discusión mantenida entre Unamuno y Marañón, «sacando los pies del tiesto» cada cual por su lado.
Entre los que más apreciarían el valor de las charlas podrán anotarse los nombres de Manuel Bueno, José Manuel Caballero Bonald o ya en el siglo xxi editores como Manuel Neila o Francisco Fuster. También tuvo la obra enemigos declarados como Carlos Mainer que, entre otros exabruptos la calificó de «refunfuños de sesentón» y «gotas de humanidad en batín y zapatillas».